# Adonisea labe
Adonisea labe là một loài bướm đêm trong họ Noctuidae.